# Oscar Chisini
Oscar Chisini (né à Bergame le 14 mars 1889  et mort à Milan le 10 avril 1967) est un mathématicien italien.

## Biographie
Oscar Chisini est né à Bergame en 1889. Il était le troisième fils d'une noble famille vénitienne. Son père, diplômé en droit, était un soldat de carrière. Le jeune Oscar a reçu une éducation classique, d'abord à Ravenne, puis à Bologne.
Il s'inscrit comme étudiant en ingénierie à l'université de Bologne, où il rencontre Federigo Enriques qui l'aide à obtenir un diplôme en mathématiques en 1912, et l'engage comme assistant et co-auteur dans la rédaction du traité Lezioni sulla teoria geometrica delle equazioni e delle funzioni algebriche,.
La Première Guerre mondiale marque une rupture dans sa carrière universitaire. Oscar Chisini se porte volontaire dans l'artillerie alpine. Après la guerre, il devient professeur à Cagliari en 1923, puis en 1925, il s'installe à Milan où il reste jusqu'à sa retraite en 1959.
Au moment de sa mort à Milan en 1967, Oscar Chisini était professeur émérite et membre de l'Académie des Lyncéens.

## Activité scientifique
En 1929, Oscar Chisini fonde l'Institut de mathématiques (Istituto di Matematica) à l'Université de Milan, avec Gian Antonio Maggi et Giulio Vivanti occupant le poste de président de l'Institut du début des années 1930 jusqu'en 1959.
Il a contribué à l'Enciclopedia Italiana et, de 1946 à 1967, il est rédacteur en chef de la revue Il periodico di matematiche.
La « Media Chisini » en géométrie algébrique est une question d'unicité pour les morphismes de surfaces projectives lisses génériques, ramifiées sur une courbe cuspidale.